# Euphemia de Pomerania
Euphemia de Pomerania (1285 – 26 iulie 1330) a fost regină consort, soția regelui Christopher al II-lea al Danemarcei. A fost fiica lui Bogislaw al IV-lea, Duce de Pomerania și a celei de-a doua soții, Margarete de Rügen.
Euphemia s-a căsătorit cu Christopher în 1300. Căsătoaria a fost aranjată pentru a-i asigura lui Christopher susținere de la domeniile părinților Euphemiei. Euphemia și Christopher  au avut cel puțin șase copii:
- Margarete (1305–1340), căsătorită cu Louis al V-lea, Duce de Bavaria
- Eric  (1307–1331)
- Otto, Duce de Lolland și Estonia (n. cca. 1310 – d. după 1347)
- Agnes (d. 1312), a murit în copilărie
- Heilwig (n. cca. 1315)
- Valdemar, rege al Danemarcei (1320–1375)